# Joseph Pennington (2e baronnet)
Joseph Pennington, 2e baronnet (4 octobre 1677 - 3 décembre 1744), de Muncaster, Cumberland, est un propriétaire terrien britannique et un homme politique whig qui siège à la Chambre des communes de 1734 à 1744.

## Biographie
Il est baptisé à Waberthwaite le 16 octobre 1677, fils aîné de William Pennington, 1er baronnet de Muncaster et de son épouse Isabella Stapleton, fille de John Stapleton de Warter, Yorkshire. Il s'inscrit au Queen's College d'Oxford le 4 juin 1695, à l'âge de 17 ans. Il épouse Margaret Lowther, fille de John Lowther (1er vicomte Lonsdale), le 20 mars 1706
En 1720 il est recommandé à Walpole par son beau-frère, Lord Lonsdale, et en 1723, il obtient une place de contrôleur des accises. Il devient baronnet à la mort de son père le 12 juillet 1730. Pour pouvoir se présenter au Parlement en 1734, il cède son poste à son fils. Aux élections générales britanniques de 1734, il est élu sans opposition en tant que député de Cumberland, sur la recommandation de son beau-frère, succédant à Gilfrid Lawson. Il est de nouveau élu sans opposition aux élections générales britanniques de 1741 et a toujours voté avec le gouvernement.
Il décède le 3 décembre 1744, laissant quatre fils et une fille. Son fils John lui succède comme baronnet.